# Rangerville
Rangerville – wieś w Stanach Zjednoczonych, w stanie Teksas, w hrabstwie Cameron.